# Terror Blanco en Francia

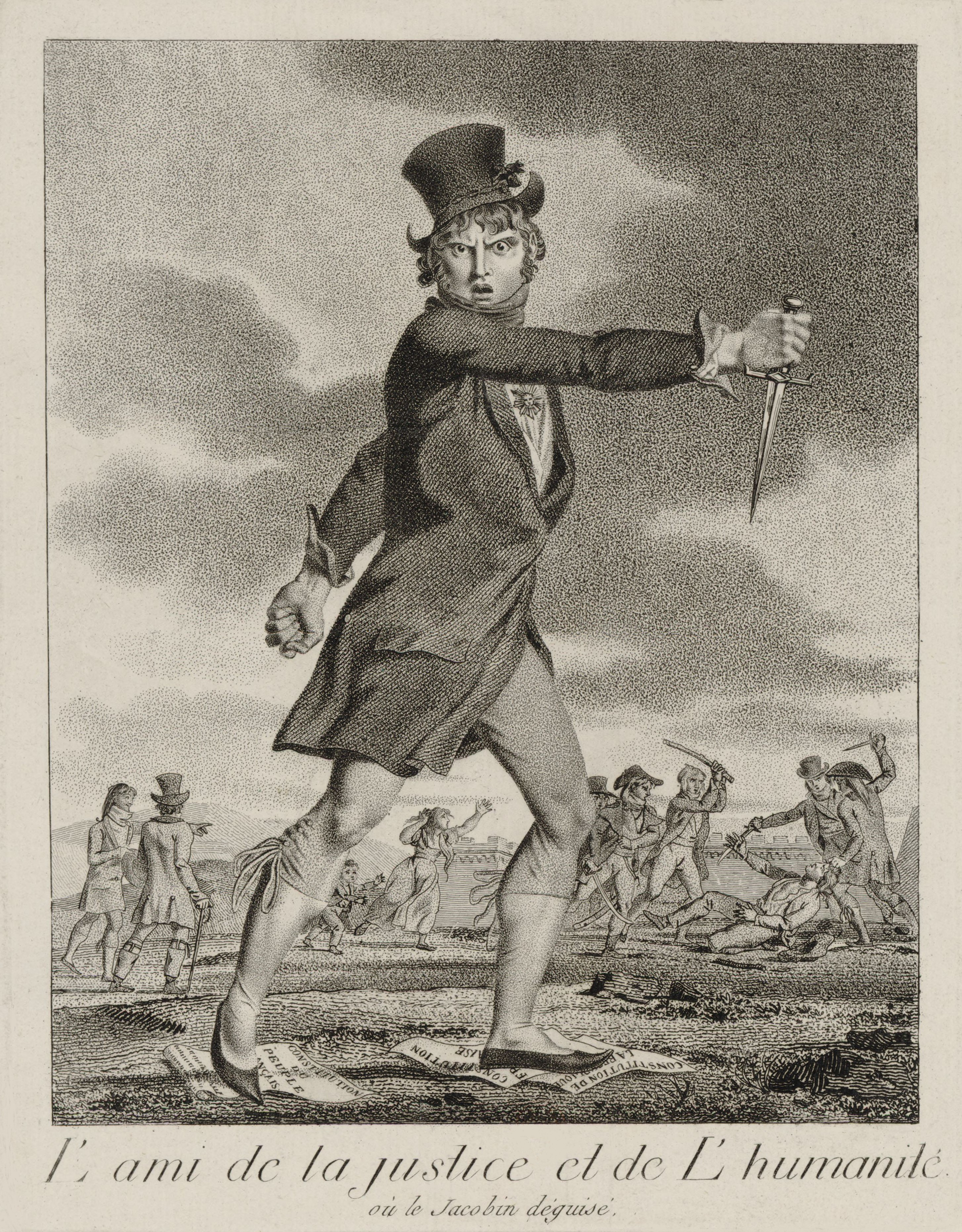
Caricatura del año V de la Revolución francesa representando las bandas armadas («Amis de la justice et de l'humanité», «Compagnons de Jéhu», «compagnons du Soleil»...) que sembraban el terror en el país masacrando republicanos.

El Terror Blanco denomina en Francia dos episodios de represión y terror llevados a cabo por monárquicos y antijacobinos el primero, y por conservadores antibonapartistas el segundo, contra sus oponentes. Su color emblemático era el blanco, por ser este el color de la monarquía borbónica. En contraposición, se llamó Terror Rojo al período represivo inmediatamente anterior, en el que fueron los jacobinos sus instigadores y ejecutores.

## Primera oleada
La primera ola de terror blanco fue llamada reacción termidoriana porque tuvo lugar bajo la Convención termidoriana, en 1794-1795, tras los días del mes de termidor (mes veraniego del calendario republicano) que dieron fin al régimen del Terror. Persiguió a los Jacobinos en reacción al terror rojo recién acabado. En 1799, bajo el Directorio, el terror blanco fue dirigido hacia los jacobinos y otras corrientes republicanas.

## Segunda oleada
En 1815, después de la caída de Napoleón y al llegar al trono Luis XVIII, grupos clandestinos de monárquicos emprendieron asesinatos y masacres de personalidades y militares republicanos, bonapartistas y liberales, con la complicidad de las autoridades que se encargaban de la represión oficial y de la depuración de las instituciones. La represión fue alentada por los ultra-realistas, liderados por el conde de Artois y futuro Carlos X, hermano del rey Luis XVIII.